# Мантский договор
Мантский договор (фр. Traité de Mantes) — договор, заключённый 22 февраля 1354 года в Мант-ла-Жоли между королём Наварры Карлом II и королём Франции Иоанном II.

## История
После того, как Карл в ходе Столетней войны начал переговоры с Эдуардом Чёрным принцем и герцогом Ланкастер Генрихом Гросмонтом, Иоанн II с целью сохранить союзника отправил Роберта ле Кока в Мант для переговоров о мирном договоре с королем Наварры.

## Условия
По этому договору Карл II Злой, король Наварры, согласился уступить в Иль-де-Франс Аньер-сюр-Уаз, Понтуаз, графство и город Бомон-сюр-Уаз . Взамен он получил графство Бомон-ле-Роже, замки Бретёй, Конш и Понт-Одеме, Кло-дю-Котантен с городом Шербур, виконтии Карантан, Кутанс и Валонь в герцогстве Нормандия.
Карл получал право проводить ежегодное собрание и герцогскую прерогативу вершить правосудие по любому вопросу без возможности обжалования его приговоров в парижском парламенте. Также ему было обеспечено получение приданого своей жены Жанны Французской в 60 тыс. золотых динариев.
Позднее в этом же году Карл заключил союз с Гросмонтом, и год спустя условия прежнего договора с Иоанном были уточнены и дополнены Валонским договором.